# جون سيمون (ملحن)
جون سيمون (بالإنجليزية: John Simon)‏ (و. 1941  م) هو ملحن، ومهندس الصوت، وعازف بيانو، ومنتج أسطوانات، ومهندس أمريكي، ولد في نوروولك، يستخدم آلات بيانو.

## روابط خارجية
- جون سيمون على موقع IMDb (الإنجليزية)
- جون سيمون على موقع ميتاكريتيك (الإنجليزية)
- جون سيمون على موقع ميوزك برينز (الإنجليزية)
- جون سيمون على موقع أول ميوزيك (الإنجليزية)
- جون سيمون على موقع ديسكوغز (الإنجليزية)
- جون سيمون على موقع قاعدة بيانات الفيلم (الإنجليزية)